# Patricia Elorza Eguiara
Patricia Elorza Eguiara (Vitòria, País Basc 1984) és una exjugadora d'handbol basca, guanyadora d'una medalla olímpica.
Va néixer el 8 d'abril de 1984 a la ciutat de Vitòria, capital de la província d'Àlaba (País Basc).
Va participar, als 28 anys, als Jocs Olímpics d'Estiu de 2012 celebrats a Londres (Regne Unit), on va aconseguir guanyar la medalla de bronze en derrotar en el partit pel tercer lloc a la selecció de Corea del Sud.
Al llarg de la seva carrera ha aconseguit una medalla de bronze al Campionat del Món d'handbol i una de plata al Campionat d'Europa.